# SEAT Ronda
O SEAT Ronda (codinome 022A) é um automóvel de segmento C produzido pela fabricante espanhola SEAT de 1982 a 1986, e estilizado por Rayton Fissore em colaboração com o Centro Técnico em Martorell. O Ronda também foi vendido brevemente no Reino Unido como o SEAT Málaga hatchback. 177.869 Ronda foram produzidos no total. O Ronda foi o primeiro modelo SEAT nomeado em homenagem a uma cidade espanhola.

## Design

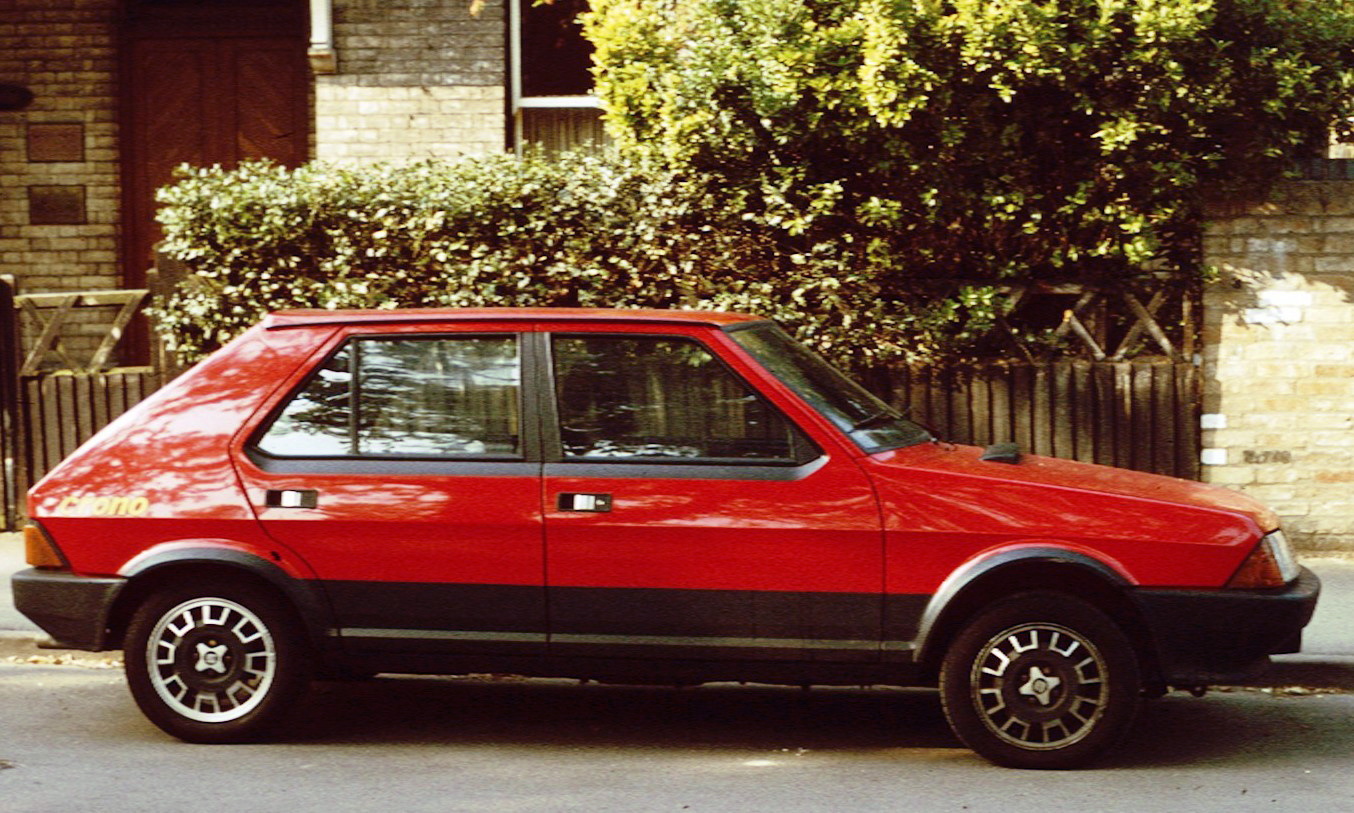
SEAT Ronda P 2000 Crono, vista lateral

O SEAT Ronda foi um SEAT Ritmo remodelado que por sua vez derivou do Fiat Ritmo. No entanto, em 1983, a Câmara de Arbitragem de Paris (após a divisão acrimoniosa entre FIAT e SEAT) julgou que as diferenças entre esses carros eram importantes o suficiente para não considerar o Ronda um Ritmo rebatizado. As diferenças de design externo mais visíveis entre um Ritmo e um Ronda são faróis retangulares no Ronda no lugar dos redondos apresentados no Ritmo, lanternas traseiras e painéis diferentes e maçanetas de porta alteradas. Mecanicamente, também houve algumas pequenas diferenças, principalmente devido ao uso de motores e outras peças de fabricação espanhola.
O interior era mais espaçoso do que o do Ritmo original, com um painel diferente com uma instrumentação mais completa. Os assentos eram mais profundos e confortáveis, enquanto os painéis das portas foram melhorados e o amortecimento de som foi aumentado. A transmissão de fabricação espanhola estava disponível apenas em um manual de cinco velocidades.
O Ronda tinha uma capacidade de porta-malas de 370 litros que podia ser aumentada para 1250 litros dobrando os bancos traseiros. Foi introduzido com motores produzidos localmente da série 124 ou um 1.6 maior com duplo comando, bem como uma unidade diesel de 1,7 litros. Mais tarde, uma versão do motor de dois litros da Fiat com um cabeçote desenvolvido pela Porsche (System Porsche) também foi instalada no raro modelo Ronda Crono 2000 2.0. Apenas 800 deles foram produzidos. Após uma reestilização no outono de 1984, o Ronda recebeu os motores a gasolina "System Porsche" que foram desenvolvidos para o Ibiza. O carro agora era chamado de Ronda P e carregava um "P" estilizado na parte traseira.
As exportações deste, o primeiro carro da SEAT desenvolvido após a separação com a Fiat, começaram em abril de 1983, quando os primeiros Ronda foram entregues à Holanda. Em novembro, as vendas começaram na Itália, o segundo mercado de exportação do carro.
| Ano   | Produção |
| ----- | -------- |
| 1982  | 24.609   |
| 1983  | 69.197   |
| 1984  | 55.778   |
| 1985  | 17.571   |
| 1986  | 10.516   |
| 1987  | 67       |
| Total | 177.738  |